# Краденое небо
«Краденое небо» (англ. Steal the Sky) — телефильм режиссёра Джона Хэнкока.

## Сюжет
Израильский секретный агент Хелен соблазняет иракского пилота Минура. Она использует его, чтобы выкрасть советский МИГ и доставить самолёт в Израиль. В то же время Хелен сама влюбляется в Минура. Действие фильма происходит в 1966 году.

## В ролях
- Мэриел Хемингуэй — Хелен Мейсон
- Бен Кросс — Мунир Редфа
- Сассон Габай — Камел Дьерн
- Николас Сурови — Давид Мейсон
- Рональд Гаттмен[англ.] — Мохамед Хадер
- Сэм Грэй — генерал Курт
- Андреас Катсулас — полковник Гемаель
- Майкл Шилло — генерал Тал
- Марк Ролстон — полковник Бухарин
- Илан Захави — Марсель
- Виктор Кен — Юсеф
- Ури Гавриел — Ахмед
- Габи Амрани — владелец газовой станции
- Чайм Банай — Ван Драйвер
- Элой Касадос — Гроунд Гревман
- Кэрролл Ван Клив — оператор радио
- Эял Гра — израильский пилот
- Эндрю Торн — Iraqi Crewman

## Съёмочная группа
- Режиссёр: Джон Хэнкок
- Сценарист: Кристофер Вуд[англ.], Дороти Тристан[англ.]
- Продюсер: Йорам Бен-Ами
- Оператор: Михаил Суслов
- Композитор: Янни Хрисомаллис

## Премии и номинации
- В 1989 г. номинировался на «Эмми» и ACE.